# James Jesus Angleton
James Jesus Angleton (ur. 9 grudnia 1917 w Boise w stanie Idaho, zm. 12 maja 1987) – długoletni funkcjonariusz amerykańskich służb specjalnych, m.in. szef kontrwywiadu Biura Służb Strategicznych (X-2) w Rzymie i szef sztabu kontrwywiadu Centralnej Agencji Wywiadowczej.

## Dzieciństwo i młodość
W wieku 16 lat wraz ze swoim ojcem Jamesem Angletonem, byłym oficerem kawalerii i pracownikiem Biura Służb Strategicznych (OSS), wyjechał do Włoch. Po ukończeniu angielskiej szkoły wstępnej i college'u w 1937 rozpoczął studia na Uniwersytecie Yale. 

## Druga wojna światowa
W 1943, dwa lata po ukończeniu Uniwersytetu Yale i studiów prawniczych na Uniwersytecie Harvarda, zaciągnął się do armii amerykańskiej i rozpoczął służbę w OSS. 
W styczniu 1944 został skierowany do Londynu, gdzie przydzielono go do X-2 – działu kontrwywiadu OSS, zajmującego się wówczas materiałami "Ultry". W październiku 1944 został szefem Specjalnej Jednostki Kontrwywiadu Z (Special Counterintelligence Unit Z). Podczas pobytu w Anglii zawarł znajomości z oficerami brytyjskich służb wywiadowczych i kontrwywiadowczych, m.in. z Haroldem (Kimem) Philbym – wysokim pracownikiem Kierownictwa Operacji Specjalnych (SOE) oraz Tajnej Służby Wywiadowczej (MI6) – który, jak się później okazało, od 1934 współpracował z radzieckim wywiadem. 
W marcu 1945 został skierowany do Rzymu jako szef włoskiej ekspozytury X-2, zajmującej się zwalczaniem włoskiego wywiadu faszystowskiego. Jednym z jego kontaktów watykańskich został Giovanni Battista Montini, późniejszy papież Paweł VI. 
Podczas dotychczasowej pracy w kontrwywiadzie uzyskał uznanie przełożonych, szef OSS generał major William Donovan nazwał go najbardziej kompetentnym oficerem kontrwywiadu. 
Angleton przygotował szczegółowe studium dotyczące jednostek wywiadu niemieckiego oraz archiwum dokumentacji fotograficznej oficerów niemieckich, których OSS poszukiwało w celu przesłuchania lub ewentualnego postawienia przed sądem za zbrodnie wojenne. Znając upodobanie oficerów niemieckich do wysyłania swoich fotografii bliskim, Angleton skompletował ich zdjęcia, przeglądając dokładnie negatywy zachowane w rzymskich zakładach fotograficznych.

## Lata powojenne
Pod koniec 1945 powrócił do Stanów Zjednoczonych i po likwidacji OSS został przydzielony do Biura Operacji Specjalnych, które leżało w strukturze Departamentu Wojny, w 1949 przemianowanego na Departament Obrony. Podczas pełnionych tam obowiązków współpracował z kontrwywiadem włoskim w zwalczaniu radzieckiej działalności wywiadowczej. W tym samym okresie nawiązał kontakt z działaczami podziemia żydowskiego w Europie, przekształcony następnie w ścisłe długoletnie stosunki z izraelskim Mosadem. 
W 1947 Angleton przeniósł się do nowo utworzonej Centralnej Agencji Wywiadowczej, na której spoczął cały ciężar zbierania informacji wywiadowczych, co po likwidacji OSS leżało w gestii kilku odrębnych agencji wchodzących w struktury Departamentu Wojny i Departamentu Stanu oraz agencji działających samodzielnie jak np. Grupa Centrali Wywiadu (CIG). 9 września 1948 został szefem operacji i pełnomocnikiem dyrektora Biura Operacji Specjalnych CIA w Waszyngtonie. 
W 1950 został Szefem Sztabu A (Staff A) ds. operacji wywiadu zagranicznego. W listopadzie 1951 został szefem Specjalnej Grupy Operacyjnej Centralnej Agencji Wywiadowczej (Special Operations Group) ds. kontaktów z izraelskimi służbami specjalnymi, głównie z Mossadem i Generalną Służbą Bezpieczeństwa Wewnętrznego. W 1954 zorganizował w centrali CIA szybko rozrastające się Biuro Kontrwywiadu. Stanowisko szefa kontrwywiadu agencji Angleton pełnił przez blisko 20 lat; nazywano go Matką, Szarym Widmem lub Cienką Virginią.
24 grudnia 1974 został zmuszony do dymisji przez ówczesnego Dyrektora Centrali Wywiadu (tym samym szefa CIA) Williama Colby'ego, który uważał, że zażarte polowanie Angletona na kretów szkodzi Agencji. Jedną z najbardziej znanych spraw jest historia Anatolija Golicyna, oficera KGB, który w grudniu 1961 opuścił rezydenturę w Helsinkach, prosząc o azyl w placówce CIA (Golicyn, znany w chwili ucieczki pod nazwiskiem Anatolij Klimow, poinformował CIA o obecności kreta w ich strukturach).
James Jesus Angleton po przejściu na emeryturę zajął się ulubionym łowieniem ryb na muszkę i hodowlą orchidei (był miłośnikiem tych kwiatów). W 1975 został odznaczony Medalem za Wybitną Służbę Wywiadowczą (Distinguished Intelligence Medal).